# カンヌの休日
「カンヌの休日 feat. 山田孝之」（カンヌのきゅうじつ フィーチャリング やまだたかゆき）は、日本のバンド・フジファブリックの楽曲である。2017年2月15日にSony Music Associated Recordsより19枚目のシングルとして発売。楽曲はテレビ東京系ドラマ『山田孝之のカンヌ映画祭』のオープニングテーマとして制作され、同ドラマの主演である山田孝之がボーカルとして参加している。
シングル『カンヌの休日 feat. 山田孝之』は、オリコン週間シングルランキングで最高位29位、Billboard Japan Hot 100で最高位45位を記録。

## 背景・リリース
2016年12月27日、2017年1月6日からテレビ東京系列で放送されるドラマ『山田孝之のカンヌ映画祭』のオープニングテーマに「カンヌの休日 feat. 山田孝之」が決定したことを発表。本作にはドラマの主演である山田孝之が参加しており、山内総一郎によると「曲ができた時に、ちゃんとドラマの一部になりたいと思った」「山田さんに歌ってもらったら、ドラマのタイトルにも“山田孝之の”と入っているから、よりドラマの内容にも合ったものになるのでは」と思ったことからオファーしたとのこと。
同日には、2017年2月15日にシングルとして発売されることも発表された。シングルには表題曲である「カンヌの休日 feat. 山田孝之」に加え、ミディアムバラードの「Here」と「カンヌの休日」のフジファブリックバージョン、カラオケ音源の全4曲が収録され、初回生産限定盤には「カンヌの休日」のミュージック・ビデオを収録したDVDが付属。
「カンヌの休日」は、2018年10月3日に発売されたミニアルバム『FAB FIVE』にも収録された。

## 制作
「カンヌの休日」は、ドラマ『山田孝之のカンヌ映画祭』の監督である山下敦弘と松江哲明のリクエストにより制作された楽曲。楽曲制作前、山内が、「フジファブリックの曲で言ったらどんなイメージですか？」と尋ねたところ、「激しくて、速い曲」が挙がってきた。これを受け、山内は、「ロックンロールなんだけど、少し気持ち悪い…というか、引っかかるものがある曲」であると想像し、山内の家に3人で集まって楽曲制作を行なった。山内は、ドラマの第1話を見ながらギターでリフを弾いて、それを金澤ダイスケに判断してもらっていたことを明かしている。
歌詞は加藤慎一が書いた。歌詞はカンヌ国際映画祭で受賞した映画のタイトルで構成されており、加藤は今回、カンヌ映画祭の受賞作のタイトルを連ねてできないかというリクエストだったので、なんとなくタイトルを支離滅裂にならないギリギリでつなげたものを考えて…と回想している。
当初、オルガンやピアノでのアレンジが試されたが、ちょっと正面から行かない感じはやっぱりファルフィッサかなということから、モーグ・シンセサイザーも加えて、ギターのリフとのユニゾンとなった。楽曲中には、ディック・デイルの「ミザルー」のオマージュのようなフレーズが含まれている。

## ミュージック・ビデオ
2017年1月20日、公式YouTubeチャンネルで「カンヌの休日 feat. 山田孝之」のミュージック・ビデオを公開。ディレクションはドラマの監督でもある山下敦弘。ミュージック・ビデオは「映画祭」をコンセプトとしていて、映画祭でタキシードに身を包んだ山田とフジファブリックが無数のカメラのフラッシュを浴びながら歌唱し、そこに謎の老人（演 - 首くくり栲象）が登場するという内容になっている。

## シングル収録曲
| 全編曲: フジファブリック。 |                                 |                  |       |
| #                          | タイトル                        | 作詞・作曲       | 時間  |
| 1.                         | 「カンヌの休日 feat. 山田孝之」 | フジファブリック | 3:34  |
| 2.                         | 「Here」                        | 山内総一郎       | 4:07  |
| 3.                         | 「カンヌの休日」                | フジファブリック | 3:33  |
| 4.                         | 「カンヌの休日 (Instrumental)」 |                  | 3:31  |
| 合計時間:                  | 合計時間:                       | 合計時間:        | 14:45 |

| #  | タイトル                                      | 作詞 | 作曲・編曲 | ディレクション |
| -- | --------------------------------------------- | ---- | ---------- | -------------- |
| 1. | 「カンヌの休日 feat. 山田孝之 (Music Video)」 |      |            | 山下敦弘       |

## チャート成績
| チャート (2017年)    | 最高位 |
| -------------------- | ------ |
| 日本 (オリコン)      | 29     |
| 日本 (Japan Hot 100) | 45     |